# ماركو بينوتي
ماركو بينوتي (بالإيطالية: Marco Pinotti)‏ مواليد 25 فبراير 1976 في إيطاليا، هو دراج إيطالي سابق في صنف سباق الدراجات على الطريق. سبق أن شارك في دورة الألعاب الأولمبية الصيفية.

## سجل النتائج

### سباقات أو مراحل فاز بها
- طواف إيطاليا

### المراكز
- حقق المركز الـ 5 في طواف إقليم الباسك 2010
- حقق المركز الـ 9 في طواف إيطاليا 2010

## الميداليات
| الميدالية | المسابقة                                    |
| --------- | ------------------------------------------- |
| فضية      | بطولة العالم لسباق الدراجات على الطريق 2012 |

## روابط خارجية
- ماركو بينوتي على موقع الاتحاد الدولي للدراجات (الإنجليزية)
- ماركو بينوتي على موقع أرشيف الدراجات (الإنجليزية)
- ماركو بينوتي على موقع إحصائيات الدراجات الإحترافية (الإنجليزية)
- ماركو بينوتي على موقع نسبة الدراجات (الإنجليزية)
- ماركو بينوتي على موقع CycleBase (الإنجليزية)
- ماركو بينوتي على موقع أوليمبيديا (الإنجليزية)